# Ню Хейвън (окръг, Кънектикът)
Окръг Ню Хейвън (на английски: New Haven County) е окръг в щата Кънектикът, Съединени американски щати. Площта му е 2233 km², а населението – 856 875 души (2016). Няма административен център.